# 以賽亞·里斯
以賽亞·里斯（英語：Isaiah Reese，1996年12月13日—）為美國男子籃球運動員，現效力於台灣職業籃球大聯盟新竹御嵿攻城獅。

## 生平
里斯高中就讀DME學院，大學就讀凱尼休斯學院，大二升大三時曾投入2018年NBA选秀但退出，最終參加2019年NBA选秀卻落選，代表休斯敦火箭參加NBA夏季聯賽。2019年10月里斯在NBA G聯盟選秀會上在第六順位獲得奥斯汀马刺青睞，後被球隊交易至聖克魯斯勇士，2019-20賽季里斯共代表聖克魯斯勇士出賽42場比賽，場均攻下7.1分、2.8助攻，投籃命中率為40.9%，三分球命中率則是33.9%。
2021年3月里斯加入貴湖夜鷹，7月加盟倫敦雄獅，2022年替漢米頓蜜獾出賽五場。
2022年8月薩馬拉宣布里斯加盟事宜，里斯代表球隊出賽12場VTB聯賽，雙方於2022年12月解除合作關係，里斯轉戰同聯盟球隊帕爾馬，2023年5月帕爾馬宣布里斯續留球隊。
2024年7月23日，土耳其籃球超級聯賽梅克澤芬迪簽下里斯。11月29日，里斯加入希腊篮球甲级联赛帕特雷普羅米修斯。
2025年8月20日，里斯加盟台灣職業籃球大聯盟新竹御嵿攻城獅，中文登錄名為「力獅」。

## 外部連結
- 以賽亞·里斯在fiba.basketball（英语）
- 以賽亞·里斯在NBA G聯盟官網（英语）
- 以賽亞·里斯在TBLStat.net（英语）
- 以賽亞·里斯在VTB聯賽官網（英语）
- 以賽亞·里斯在俄羅斯籃球協會官網（俄语）
- 以賽亞·里斯在Basketball-Reference.com（NBA G聯盟）（英语）
- 以賽亞·里斯在Basketball-Reference.com（國際）（英语）
- 以賽亞·里斯在Sports-Reference.com（NCAA）（英语）
- 以賽亞·里斯在Eurobasket.com（球員）（英语）
- 以賽亞·里斯在Proballers（英语）
- 以賽亞·里斯在RealGM（球員）（英语）